# Bertin de Sithiu
Pour les articles homonymes, voir Bertin.
Saint Bertin fut le disciple indirect de saint Colomban, né vers 610 à Coutances, mort en 709.

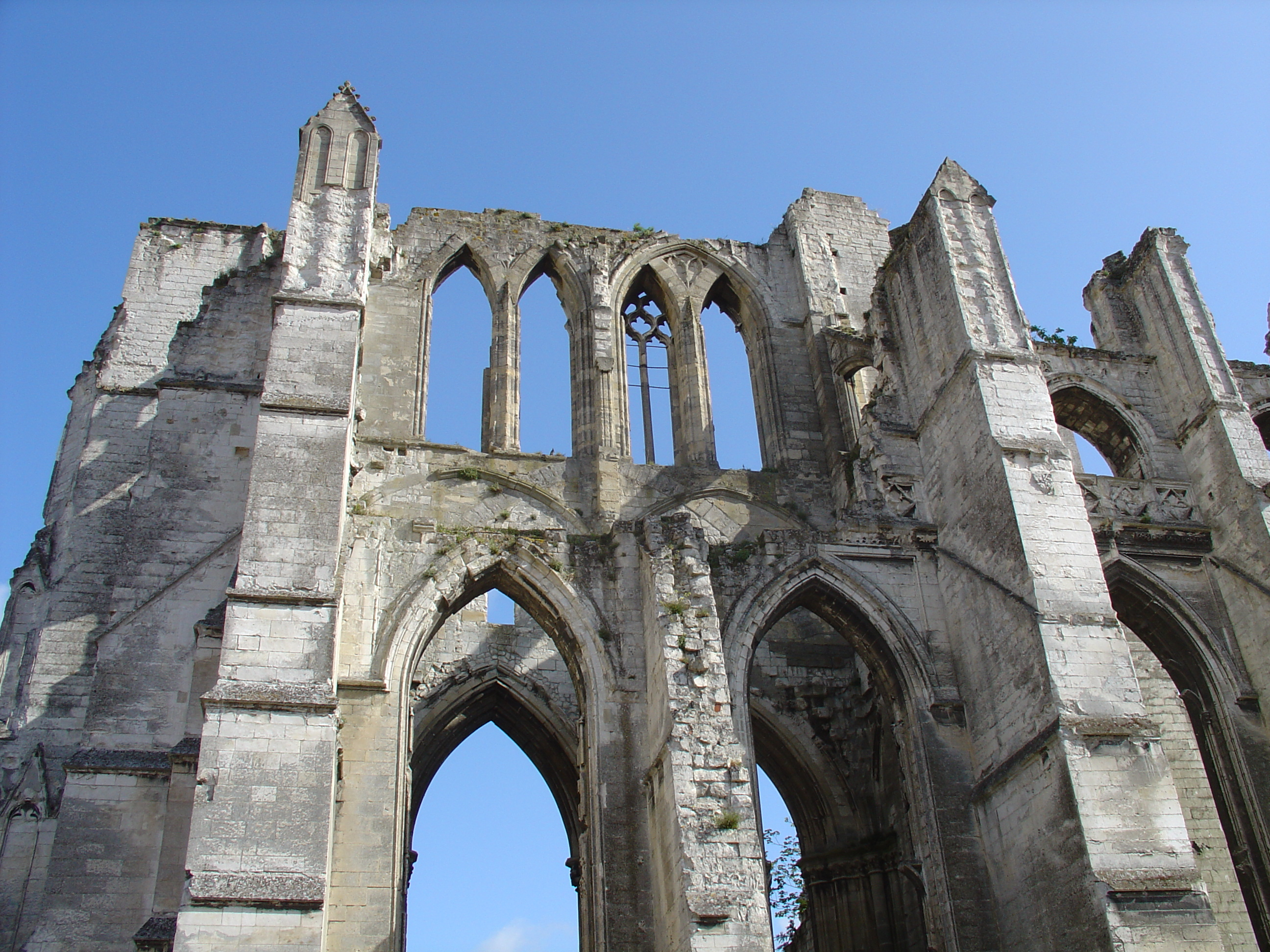
Vue de ces mêmes ruines aujourd'hui

## Biographie
Bertin dirigea longtemps comme abbé le monastère de Sithiu situé à Saint-Omer, et qui avait été fondé par Audomar, le futur saint Omer. Primitivement dédié à saint Martin, ce monastère lui fut dédié et prit son nom après sa mort, à l'âge de 99 ans, en 709.
On l'honore le 5 septembre (en particulier dans le calendrier des saints bretons).

## L'église Saint-Bertin
Bertin, délégué par Audomar fut missionné avec deux autres moines (Momelin et Ebertram), au VIIe pour évangéliser cette partie du nord de la Gaule. Il y créa un monastère dans lequel fut construite une église romane vers le milieu du XIe siècle. De cette église ont été sauvegardés des chapiteaux et les restes d'une mosaïque qui sont conservés au musée de l'hôtel Sandelin à Saint-Omer.
Une seconde église gothique, dite « Saint-Bertin », en pierre calcaire blanche, fut ensuite élevée sur le site au XIVe siècle (de 1325 à 1520 selon les chroniqueurs). Cette église tomba en ruines au début du XIXe siècle.

## Légende et tradition
Selon un auteur du XVIIe siècle, ayant écrit une vie de saint Folquin (Folquin de Thérouanne), repris au XIXe siècle, Folquin alors évêque de Thérouanne, redoutant les incursions vikings, fait cacher vers 846 les restes de saint Bertin. La relique serait restée 206 ans dans sa cache et aurait été redécouverte vers 1050. Cet évènement donna lieu à une cérémonie officielle en présence de nombreux dignitaires, tant laïcs qu'ecclésiastiques, comme Adèle de France, épouse de Baudouin V de Flandre (ou Bauduin de Lille ou Bauduin le Pieux).
En 1234, a eu lieu la translation des restes de saint Bertin, à la demande de Jacques Ier de Furnes, abbé de Saint-Bertin, en présence de l'évêque d'Arras, de plusieurs abbés, du comte de Guînes, etc.

## Source
Cet article comprend des extraits du Dictionnaire Bouillet. Il est possible de supprimer cette indication, si le texte reflète le savoir actuel sur ce thème, si les sources sont citées, s'il satisfait aux exigences linguistiques actuelles et s'il ne contient pas de propos qui vont à l'encontre des règles de neutralité de Wikipédia.